# 베타캠
베타캠(Betacam)은 1982년 소니그룹에서 개발한 ½인치 전문가용 비디오카세트 제품군이다. 구어적으로 베타캠은 종종 베타캠 캠코더, 베타캠 비디오테이프, 베타캠 비디오 테이프 레코더 또는 포맷 자체를 지칭하는 데 사용된다.
아날로그 베타캠, 베타캠 SP, 디지털 베타캠, HDCAM 및 HDCAM SR을 포함한 모든 베타캠 변형은 동일한 형태의 비디오카세트를 사용하므로, 새로운 포맷으로 업그레이드할 때 보관 시설을 변경할 필요가 없다. 각 베타캠 카세트의 카세트 셸과 케이스는 포맷에 따라 색상이 다르므로 쉽게 육안으로 식별할 수 있다. 비디오 테이프 레코더가 어떤 포맷이 삽입되었는지 식별할 수 있는 기계식 키도 있다.
카세트는 S (짧거나 작은)와 L (길거나 큰) 두 가지 크기로 제공된다. 베타캠 캠코더는 S 자기 테이프만 로드할 수 있는 반면, 텔레비전 스튜디오 크기의 영상 편집용 비디오 테이프 레코더 (VTR)는 S와 L 테이프를 모두 재생할 수 있다.
이 포맷은 1971년 소니가 도입한 ¾인치 U-matic 포맷을 대체했다. 비디오 품질 향상 외에도 통합된 프로페셔널 비디오 카메라와 레코더로 구성된 베타캠은 ENG (방송) 기관에 의해 빠르게 채택되었다. 디지털 베타캠의 일반적인 이름인 디지베타는 역사상 가장 성공적인 전문가용 방송 디지털 비디오테이프 포맷이 되었다. 그러나 2008년까지 베타캠은 현장 및 아카이빙 용도로 계속 사용되었지만, 새로운 테이프 없는 디지털 제품의 등장으로 텔레비전 스튜디오 환경에서 베타캠 제품은 점차 사라지게 되었다.

## 변형

### Betacam 및 Betacam SP

#### 오리지널 Betacam 포맷
오리지널 베타캠 포맷은 1982년 8월 7일 비교적 저렴한 카세트 기반 물리적 포맷으로 출시되었다. 이는 아날로그 컴포넌트 비디오 신호 포맷으로, 휘도 (Y)는 한 트랙에 저장하고, 색차는 R-Y 및 B-Y 구성 요소의 교대 세그먼트로 다른 트랙에 저장하여 압축 시간 분할 다중화(CTDM)를 수행한다. 이러한 채널 분할은 300라인의 수평 휘도 해상도와 120라인의 색차 해상도로 더 높은 품질의 녹화를 가능하게 한다. 화질은 가정용 베타맥스 및 전문가용 U-matic 포맷에 비해 크게 향상되었다.
철 산화물 테이프가 장착된 오리지널 베타캠 카세트는 소니가 1975년에 선보인 소비자용 베타맥스와 전체적인 디자인과 크기(15.1 × 9.5 × 2.5 cm)가 동일했다. 베타캠 카세트는 베타맥스 VCR에서 사용할 수 있었고, 마찬가지로 빈 베타맥스 테이프도 베타캠 데크에서 작동했다. 그러나 후년에는 소니가 이러한 관행을 권장하지 않았는데, 베타맥스 카세트의 내부 테이프 전송이 베타캠의 더 빠른 테이프 전송에 적합하지 않다고 지적했다. 특히 가이드 롤러에서 소음이 발생하는 경향이 있었다.
(일부 소니 베타캠 산화물 테이프는 가정용 베타(베타맥스) 로고도 가지고 있다.)
베타맥스와 베타캠은 동일한 테이프 카세트를 사용한다는 표면적인 유사성이 있지만, 실제로는 상당히 다른 포맷이다. 베타맥스는 헤테로다인 컬러 녹화 시스템과 단 두 개의 녹화 헤드를 사용하여 비교적 낮은 해상도의 비디오를 녹화하는 반면, 베타캠은 네 개의 헤드를 사용하여 컴포넌트 포맷으로 녹화하며, 베타맥스의 1.87 cm/s (0.7362205 in./s)에 비해 훨씬 빠른 10.15 cm/s (3.99606 in./s)의 선형 테이프 속도를 사용하여 훨씬 높은 비디오 및 오디오 품질을 제공한다. 일반적인 L-750 길이의 베타맥스 카세트가 베타맥스 VCR에서 B-II 속도(NTSC) 또는 PAL에서 약 3시간의 녹화 시간을 제공하는 반면, 베타캠 VCR 또는 캠코더에서는 30분만 녹화할 수 있었다. 베타맥스와 베타캠의 또 다른 공통점은 스테레오 선형 오디오 트랙의 배치이다. 또한 일부 베타캠 및 베타맥스 휴대용 기기는 동일한 배터리를 공유한다.
(마쓰시타의 경쟁사인 "M"과 "MII" 포맷은 비전문가용 시스템(이 경우 VHS)의 카세트를 훨씬 고품질의 녹화 포맷과 결합하는 유사한 접근 방식을 취했다. 그러나 둘 다 베타캠만큼의 성공을 누리지는 못했다.)
베타캠은 처음에는 비디오 카세트 플레이어와 함께 카메라 라인으로 출시되었다. 최초의 카메라는 3개의 새티콘 튜브를 사용한 BVP-3, 3개의 플럼비콘 튜브를 사용한 BVP-30, 그리고 단일 트리-스트라이프 SMF(새티콘 혼합 필드) 트리니콘 튜브를 사용한 BVP-1이었다. 이 세 카메라는 독립적으로 작동하거나 도킹 동반 VTR인 BVV-1(BVV-1A로 빠르게 대체됨)과 함께 작동하여 BVW-1(BVW-1A) 통합 캠코더를 구성할 수 있었다. 이 데크들은 녹화 전용이었다. 데크에는 이젝트 및 되감기 제어만 있었다. 도킹된 카메라의 VTR 버튼은 테이프 레코더를 시작하고 일시 정지했다. 나중에 베타캠 SP 도킹 데크는 전체 전송 제어(녹화 버튼 제외)를 가졌지만, 테이프는 카메라 뷰파인더에서 흑백으로만 재생될 수 있었다. 소니는 VA-500이라는 별도의 휴대용 장치를 출시했는데, 이는 다중 핀 케이블을 통해 연결되어 컬러 재생을 위한 컴포지트 비디오 출력 잭을 가지고 있었다. 처음에는 컬러 재생을 위해 녹화는 할 수 없고 재생만 가능한 스튜디오 소스 데크인 BVW-10이 필요했다. 이는 주로 A/B 롤 편집 시스템을 위한 피더 데크로 설계되었으며, 일반적으로 1인치 Type C 또는 ¾인치 U-matic 카세트 편집 마스터 테이프로 편집하는 데 사용되었다. 또한 BVW-20 필드 재생 데크도 있었는데, 이는 DC 전원과 손잡이가 달린 휴대용 장치로, 현장에서 테이프의 컬러 재생을 확인하는 데 사용되었다. BVW-10과 달리 내장 타임 베이스 코렉터(TBC)는 없었다.
베타캠 시스템이 뉴스 취재 포맷으로 성공을 거두면서, 이 라인은 곧 BVW-15 스튜디오 플레이어와 BVW-40 스튜디오 편집 레코더를 포함하도록 확장되었다. BVW-15는 동적 트래킹 기능을 추가하여 BVW-10이 제공할 수 없었던 깨끗한 정지 프레임 및 조그 재생을 가능하게 했다. BVW-40은 처음으로 베타캠 마스터로의 편집을 가능하게 했고, 올바르게 설정하고 연결하면 진정한 컴포넌트 비디오 편집이 가능했다. 또한 편집 컨트롤러 없이도 BVW-10/15와 BVW-40 간의 장비 간 편집이 가능했다. 간단한 어셈블 및 삽입 편집을 수행하기 위해 레코더에서 플레이어를 제어하는 데 필요한 것은 장치 간의 단일 시리얼 케이블뿐이었다. 또한 두 가지 필드 모델이 도입되었는데, 필드 레코더 BVW-25와 BVW-21 재생 전용 휴대용 필드 데크였다.
도입 당시 많은 사람들은 베타캠이 1970년대 후반부터 1990년대 중반까지의 표준 방송 제작 포맷이었던 부피가 큰 1인치 Type C 및 B 비디오테이프보다 여전히 열등하다고 주장했다. 또한 카메라와 스튜디오 레코더의 최대 녹화 시간은 30분에 불과하여 텔레비전 제작에서 심각한 제약이 되었다. 고품질 녹화는 베타캠 캠코더처럼 원본 컴포넌트 비디오 신호가 있을 때만 가능하다는 제약도 있었다. 만약 녹화가 컴포지트 비디오로 시작되었다면, 녹화를 위해 컴포넌트로 다시 변환하고 방송을 위해 다시 컴포지트로 변환하는 과정에서 컴포넌트 비디오를 직접 녹화하는 것보다 품질이 저하되었다.

#### Betacam SP
베타캠 SP (일반적으로 베타 SP로 불림)는 1986년 일본에서 출시된 후 다음 해에 국제적으로 출시되었다. 이는 수평 해상도를 340라인으로 증가시켰다. 포맷 자체의 품질 향상은 미미했지만, VTR의 품질과 기능은 엄청나게 향상되었다. 기존 카세트 외에 더 큰 카세트(25.3 × 14.4 × 2.5 cm)가 도입되어 90분 녹화 시간을 제공했다. 베타캠 SP("Superior Performance"의 약자)는 1990년대 후반까지 대부분의 TV 방송국과 고급 제작사의 업계 표준이 되었다. 포맷의 노후화와 2001년 단종에도 불구하고, 베타캠 SP는 2010년대까지 표준 화질 비디오 후반 작업의 일반적인 표준으로 남아 있었다. 녹화 시간은 베타캠과 동일하게 S형은 30분, L형은 90분이다. 625/50 포맷으로 작동하는 장비에서는 테이프 속도가 약간 느려져 5분 작동 시간당 1분씩 테이프 지속 시간이 늘어난다. 따라서 90분 테이프는 PAL에서 108분의 비디오를 녹화한다.
베타캠 SP는 베타캠의 산화철 테이프 대신 금속 배합 테이프를 사용하여 "우수한 성능"이라는 이름값을 한다. 소니는 베타캠 SP가 표준 베타캠과 부분적으로 호환되도록 설계하여, 베타캠 SP 데크에서 녹화된 베타캠 SP 테이프를 (이전에 언급된 BVW-15 및 BVW-40과 같은) 산화물 시대의 베타캠 VTR에서 재생할 수 있도록 했다. 그러나 재생만 가능하다. 베타캠 SP 테이프는 소비자용 베타맥스 VCR에서 녹화용으로 사용할 수 없는데, 이는 베타캠 SP의 금속 배합 테이프가 베타맥스 데크의 비디오 헤드를 조기에 마모시키기 때문이다. 베타맥스 헤드는 표준 베타캠 데크의 헤드보다 부드러운 재료로 만들어져 있다. 그러나 베타캠 SP 테이프는 ED 베타 VCR에서 문제없이 사용할 수 있는데, ED 베타 포맷도 금속 배합 테이프를 사용하기 때문이다.
새로운 베타캠 SP 스튜디오 데크는 플레이어: BVW-60 및 BVW-65 (BVW-65는 다이내믹 트래킹 기능 포함); 그리고 편집 레코더: BVW-70 및 다이내믹 트래킹 모델 BVW-75였다. BVV-5는 베타캠 SP 도킹 가능 카메라 백이었으며, 동반 재생 어댑터를 사용하면 컬러로 재생할 수 있었다. 새로운 SP 필드 레코더인 BVW-35는 표준 RS422 시리얼 제어 포트라는 추가적인 이점을 가지고 있어 편집 피더 데크로 사용할 수 있었다. 이 네 가지 새로운 스튜디오 데크는 90분 베타캠 SP 카세트를 모두 사용할 수 있었지만, BVW-35는 원래 베타캠 소형 30분 카세트 셸로 제한되었다. 기본적인 사무실 플레이어의 필요성에 부응하여 소니는 BVW-22를 출시했는데, 이는 훨씬 저렴한 데스크탑 모델로, 베타캠 SP 및 산화물 유형의 90분 카세트를 보고 로깅하는 데 사용할 수 있었지만, 편집 시스템으로 구성할 수 없었고 컴포지트 비디오 출력만 제공했다.
소니는 대형 90분 카세트를 녹화하고 재생할 수 있는 SP 필드 레코더 BVW-50을 뒤이어 출시했다. 그 후, 일부 디지털 오디오를 녹화할 수 있는 특수 모델을 제외하고는 데크 라인은 10년 동안 비교적 정체되었고 엄청난 인기를 누렸다.
BVW-200 카메라가 출시되기 전까지는 카메라와 레코더 구성이 도킹 시스템이었다. BVW-200은 통합 카메라 레코더 시스템이었다. 상당한 무게를 줄이기 위해 도킹 카메라의 유연성을 희생했다. 결국, 1990년대 중반까지 비도킹 캠코더가 가장 인기 있는 디자인이 되었다.
마지막 베타캠 SP 캠코더는 BVW-D600으로, 디지베타 DVW-700과 매우 유사한 프로페셔널 비디오 카메라 전면부와 통합 베타캠 SP 레코더를 결합했다. 다른 모든 베타캠 카메라 시스템과 마찬가지로, 디지베타 DVW-700과는 달리 이 카메라는 외장 어댑터를 사용하지 않고는 컬러로 재생할 수 없었다.
1991년에는 보다 저렴한 "Professional" PV 라인의 베타캠 SP 데크가 출시되었다. PV 라인은 PVW-2600 (VTP), PVW-2650 (최대 전방 3배까지 DT 재생을 허용하는 VTP로, BVW 라인은 2배 DT 재생만 제공) 및 PVW-2800 (VTR) 편집 데크, 그리고 PVV-3 카메라 도킹 가능 VTR의 단 네 가지 모델로 구성되었다. 이 고품질 장비는 오리지널 BV 시리즈 장비와 유사했지만, 세 번째 및 네 번째 오디오 채널이 없었다. 1993년에는 훨씬 저렴한 UVW 시리즈가 데뷔했다. 이 장비들은 상당히 간단하고, 품질이 다소 낮았으며, 주로 컴퓨터 시스템의 동반자로, 산업용 비디오 및 기타 저비용 고품질 용도로 사용되도록 설계되었다. UVW 데크는 전면 패널 제어가 매우 제한적이었고, 조그 및 셔틀 기능이 없었으며 (DSRM-10 케이블 리모컨 사용 시 제외), 타임 베이스 코렉터(TBC) 제어는 선택 사양인 원격 TBC 컨트롤러를 통해서만 가능했다. 이는 UVW-1800이라는 매우 인기 있는 편집 VTR (및 동반 UVW-1600 편집 VTP), 비편집용 UVW-1400 VTR 및 UVW-1200 VTP로 대표되었다. UVW-100 (및 이후 100B) 일체형 캠코더가 UVW 시리즈를 완성했다.

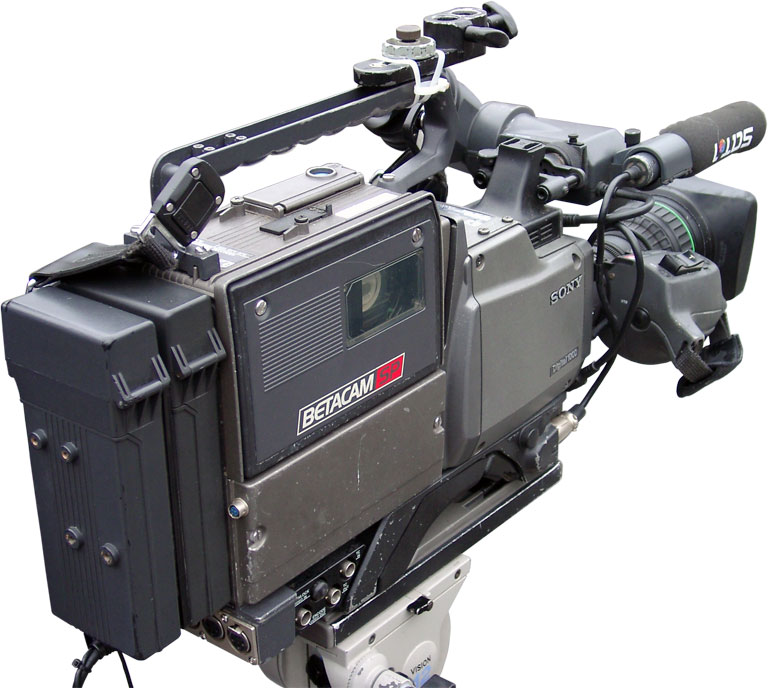
베타캠 SP KMJ 캠코더
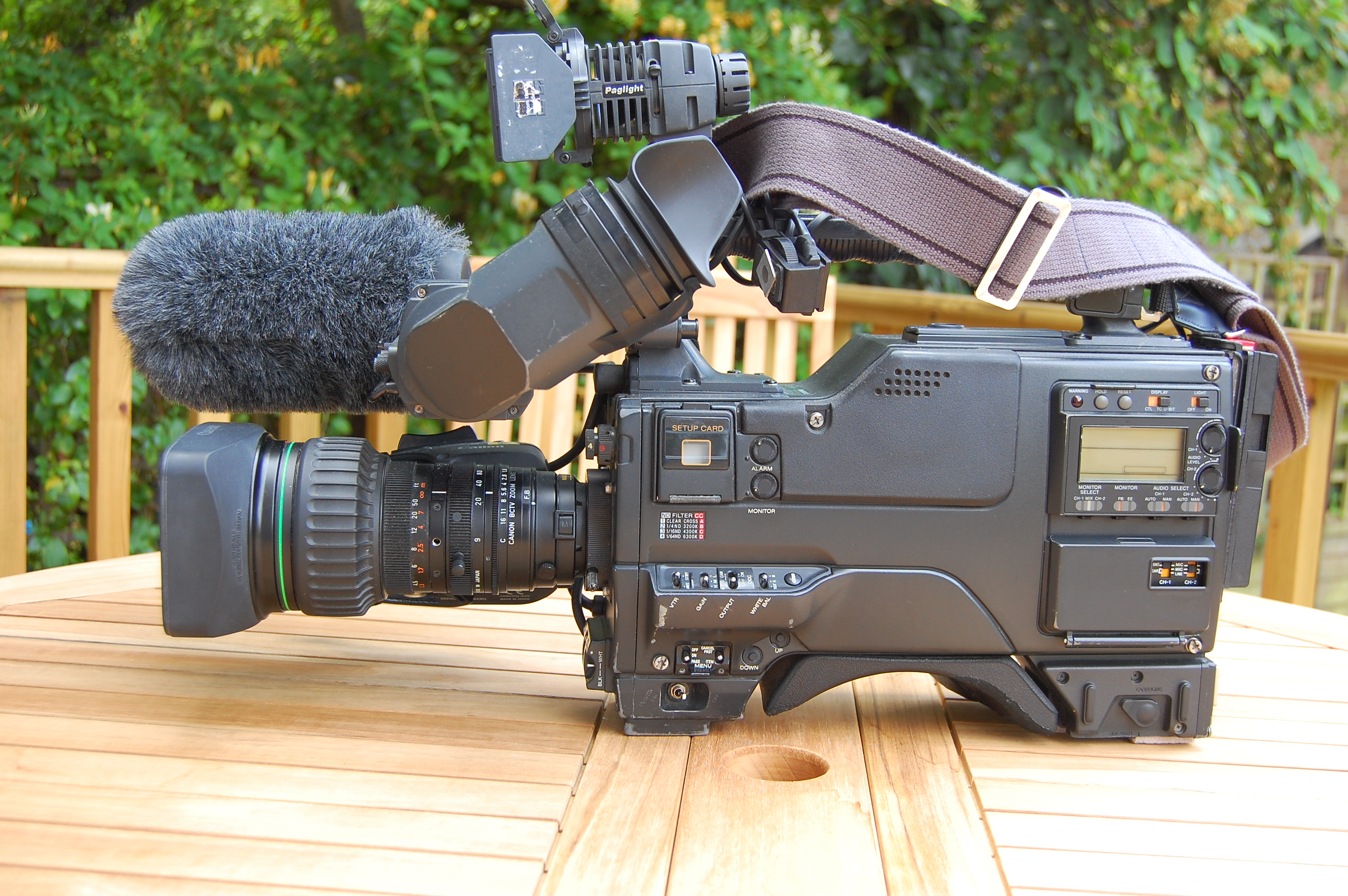
소니 BVW-D600P 캠코더의 왼쪽 측면
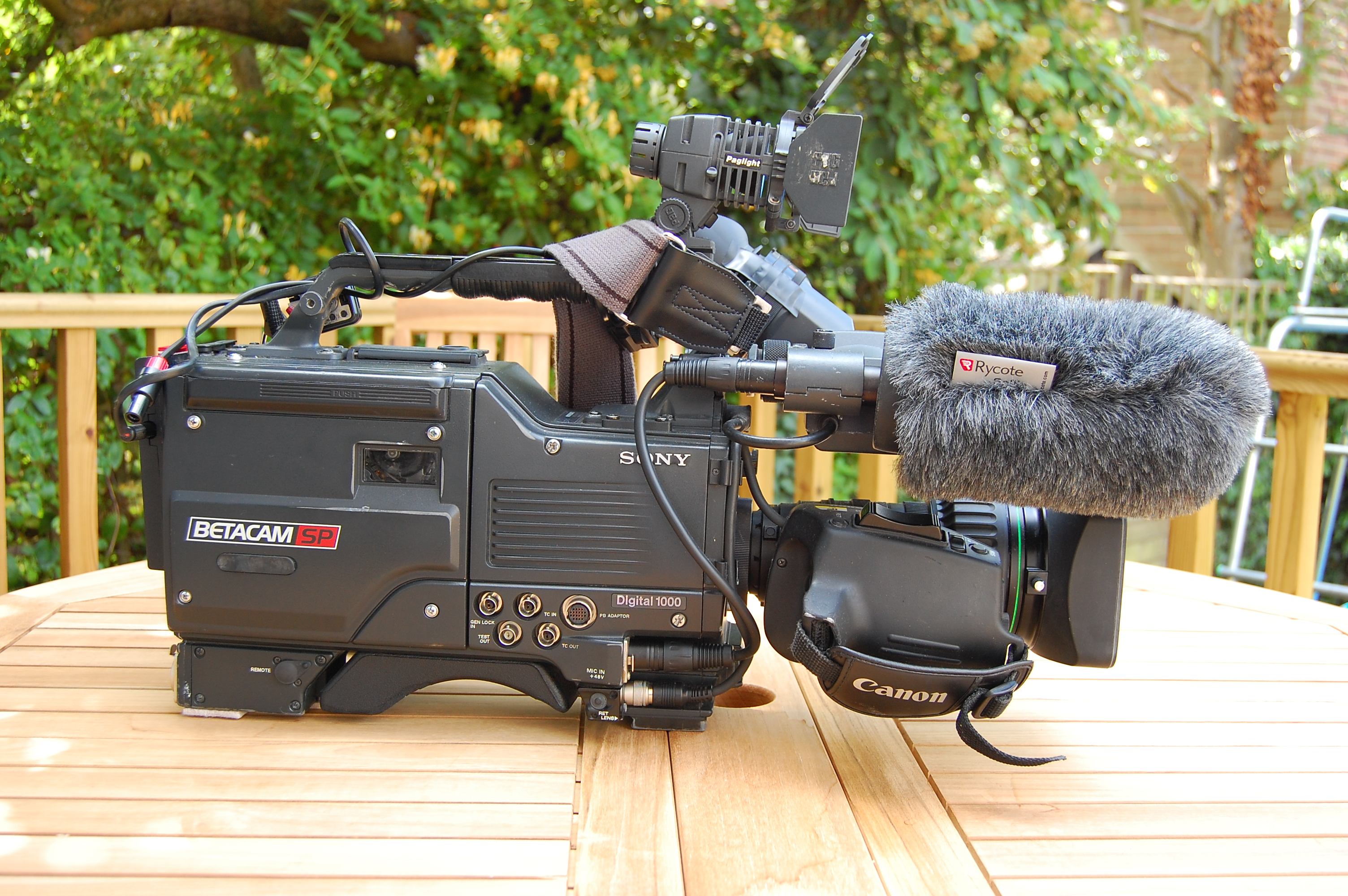
소니 BVW-D600P 캠코더의 오른쪽 측면
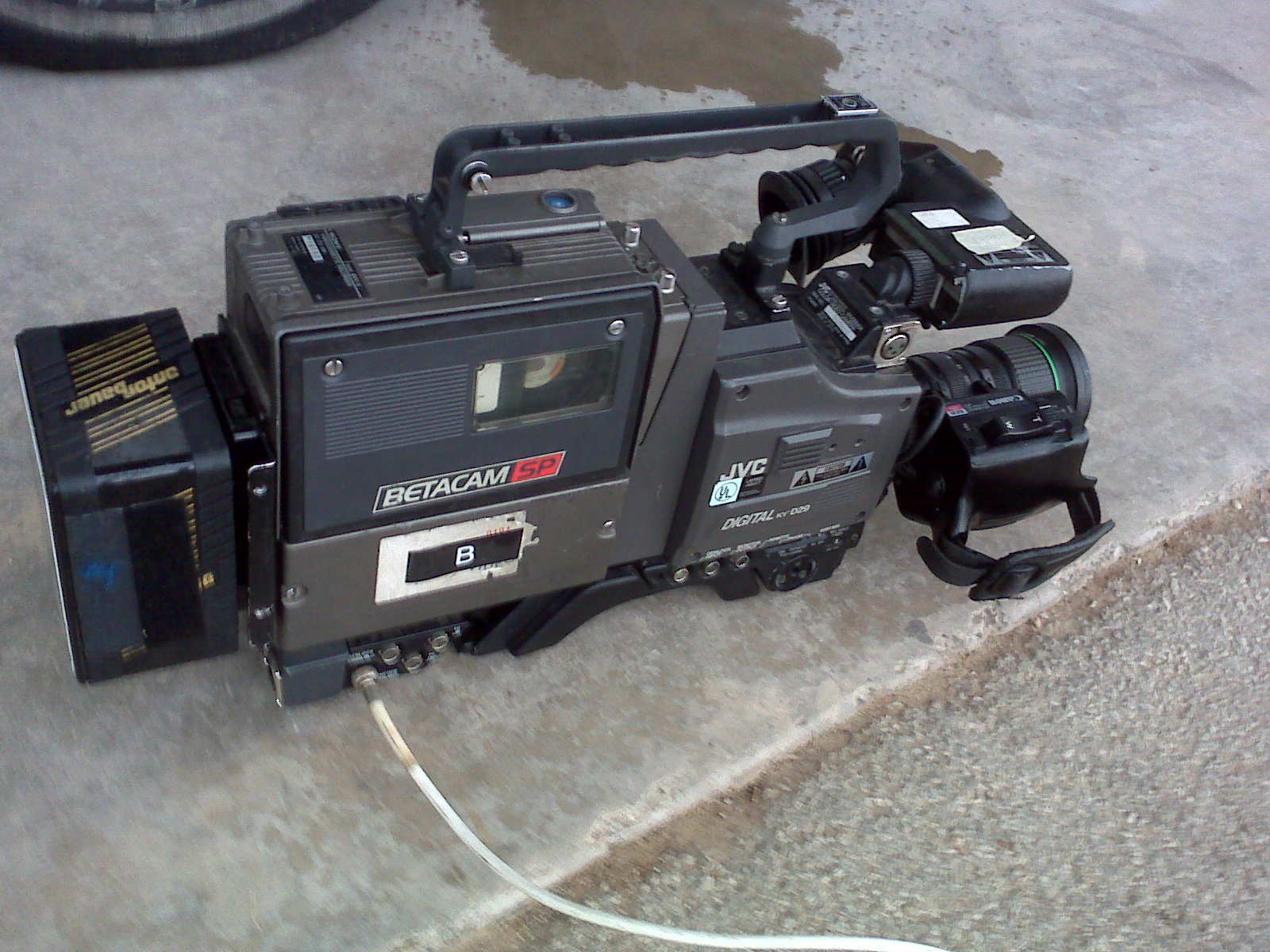
JVC KY-D29 카메라 헤드에 도킹된 소니 BVV-5
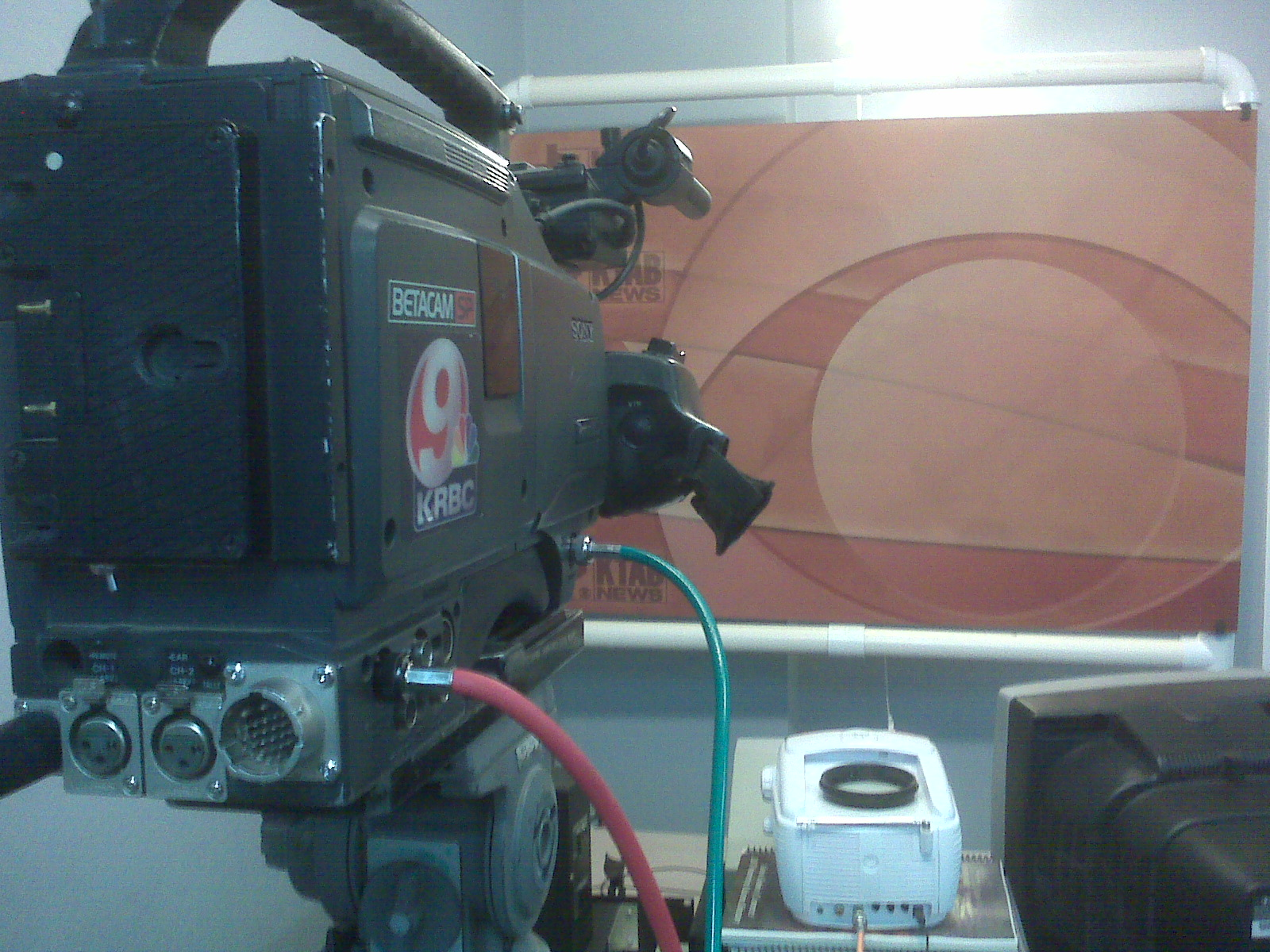
넥스타 미디어 그룹 듀오폴리인 KTAB-TV/KRBC-TV 뉴스룸에 있는 소니 UVW-100B
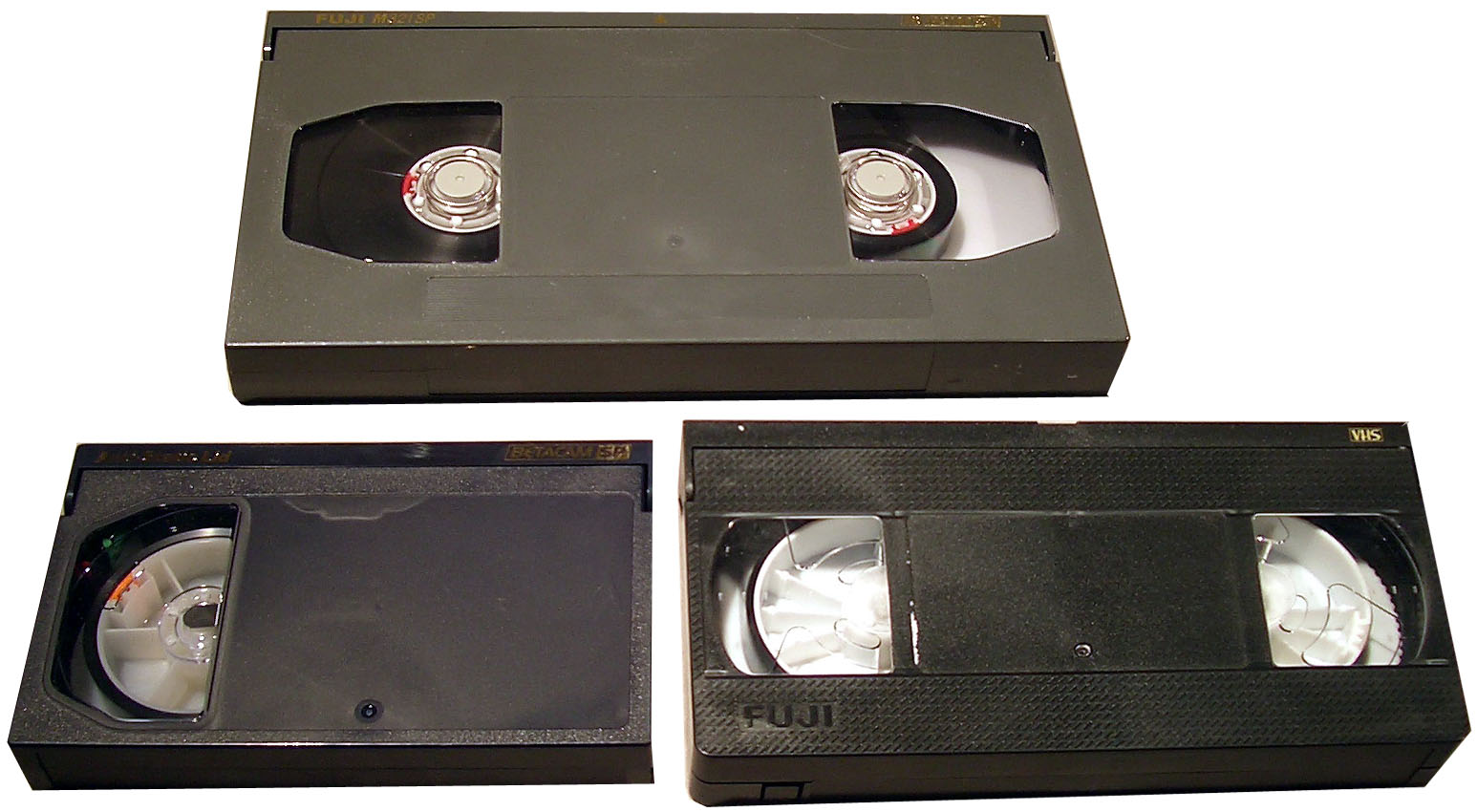
베타캠 SP L (상단), 베타캠 SP S (하단 왼쪽), VHS (하단 오른쪽) 간의 크기 비교
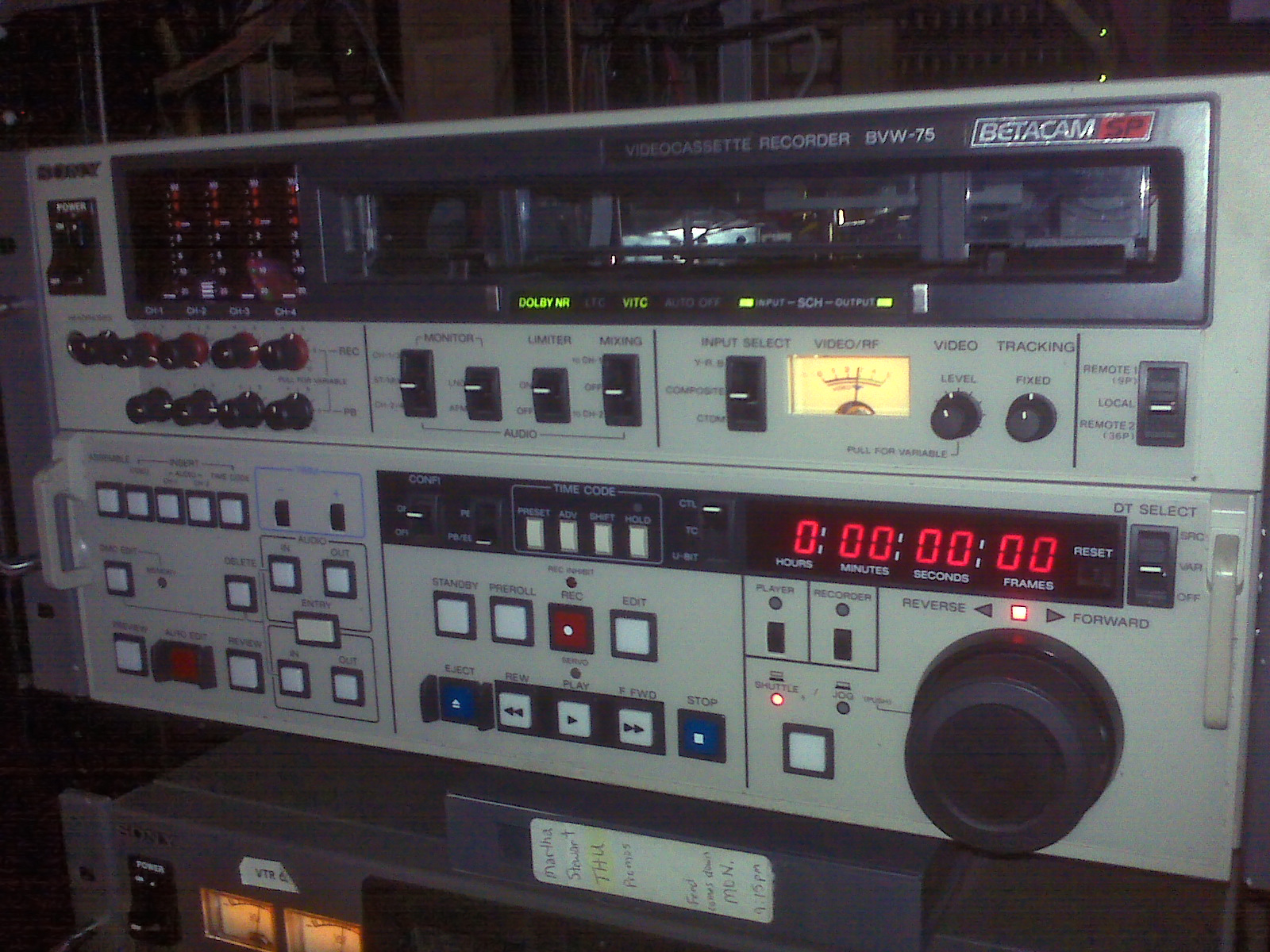
소니 BVW-75 편집 VTR
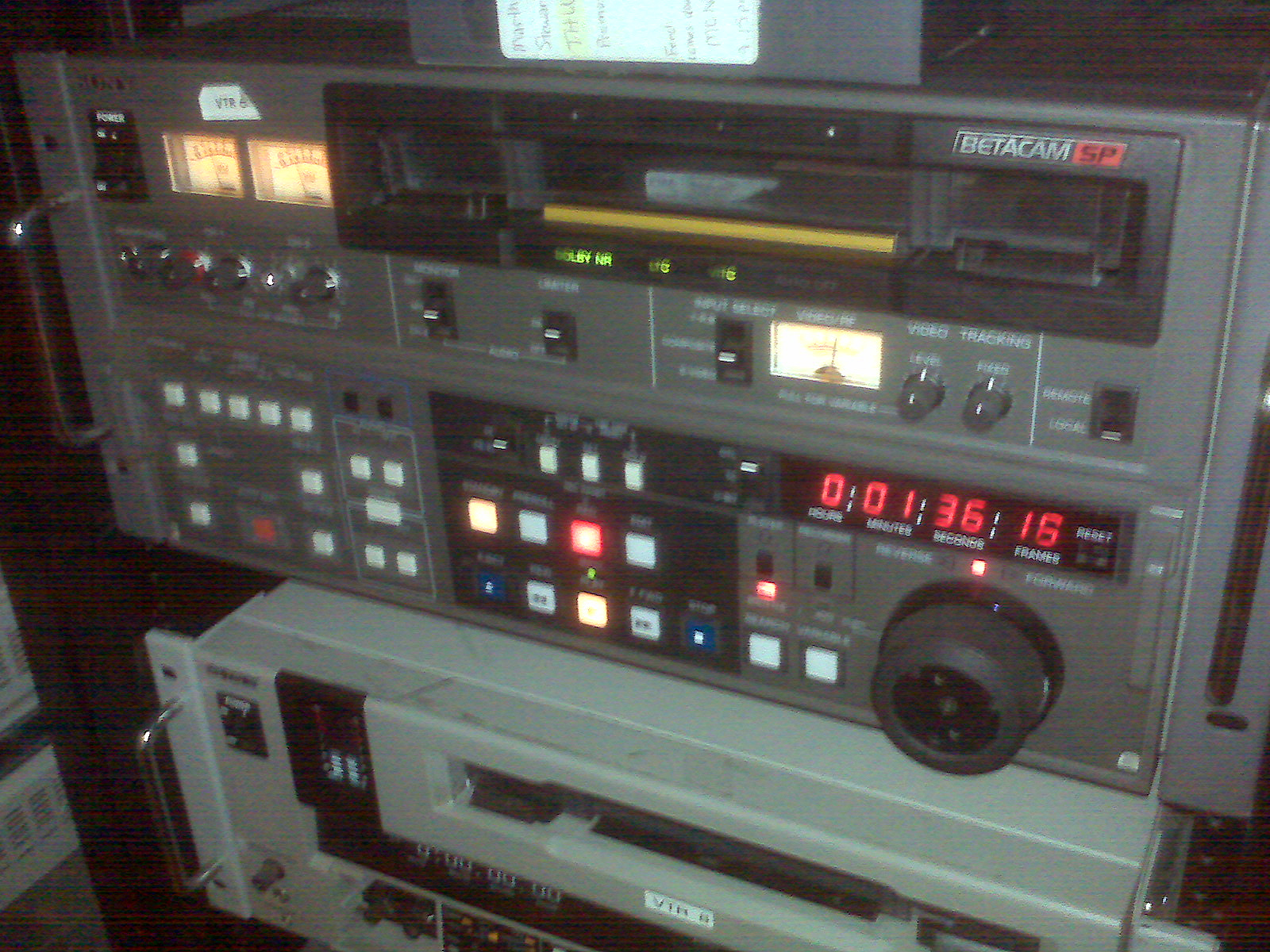
소니 PVW-2800 편집 VTR
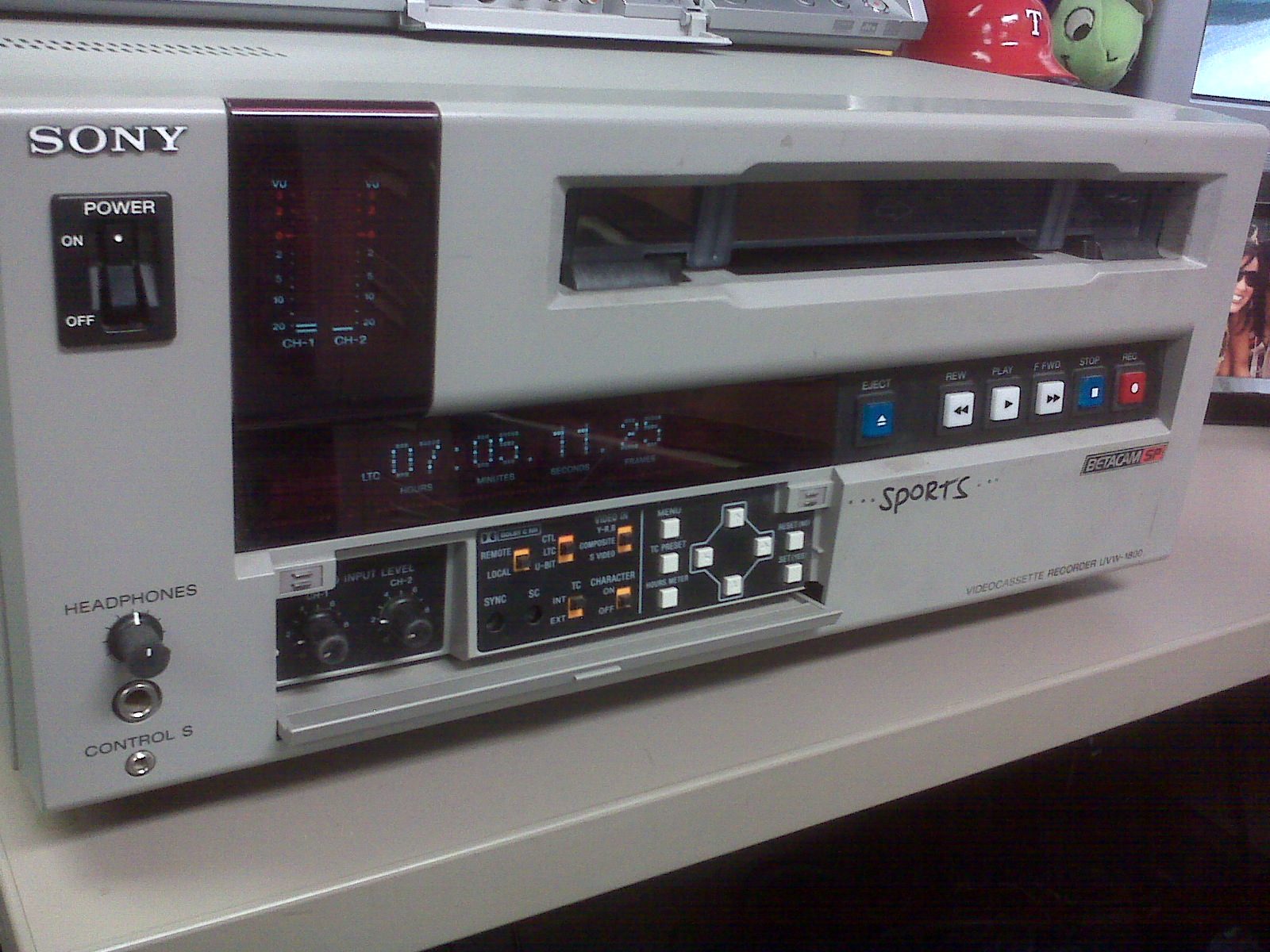
소니 UVW-1800 편집 VTR
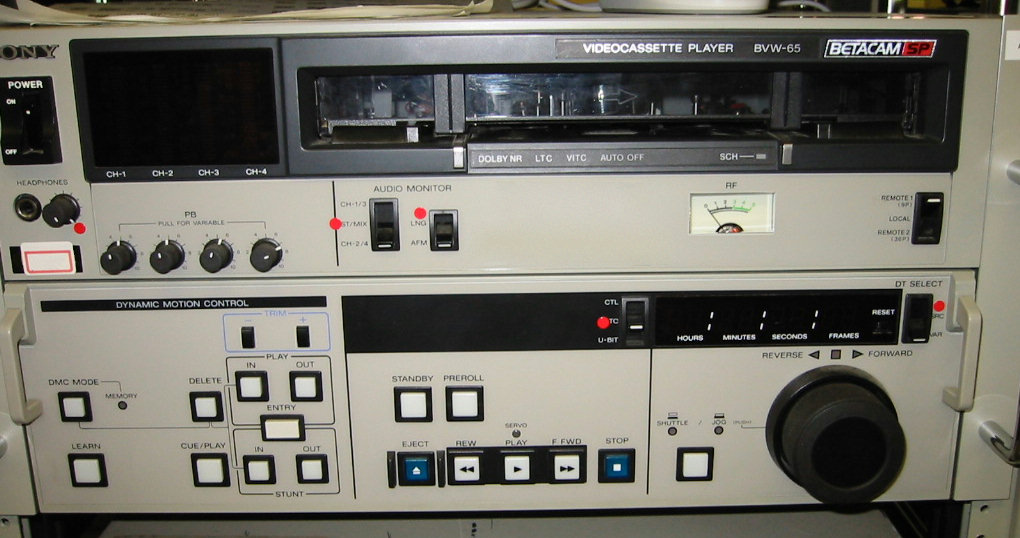
소니 BVW-65 VTR
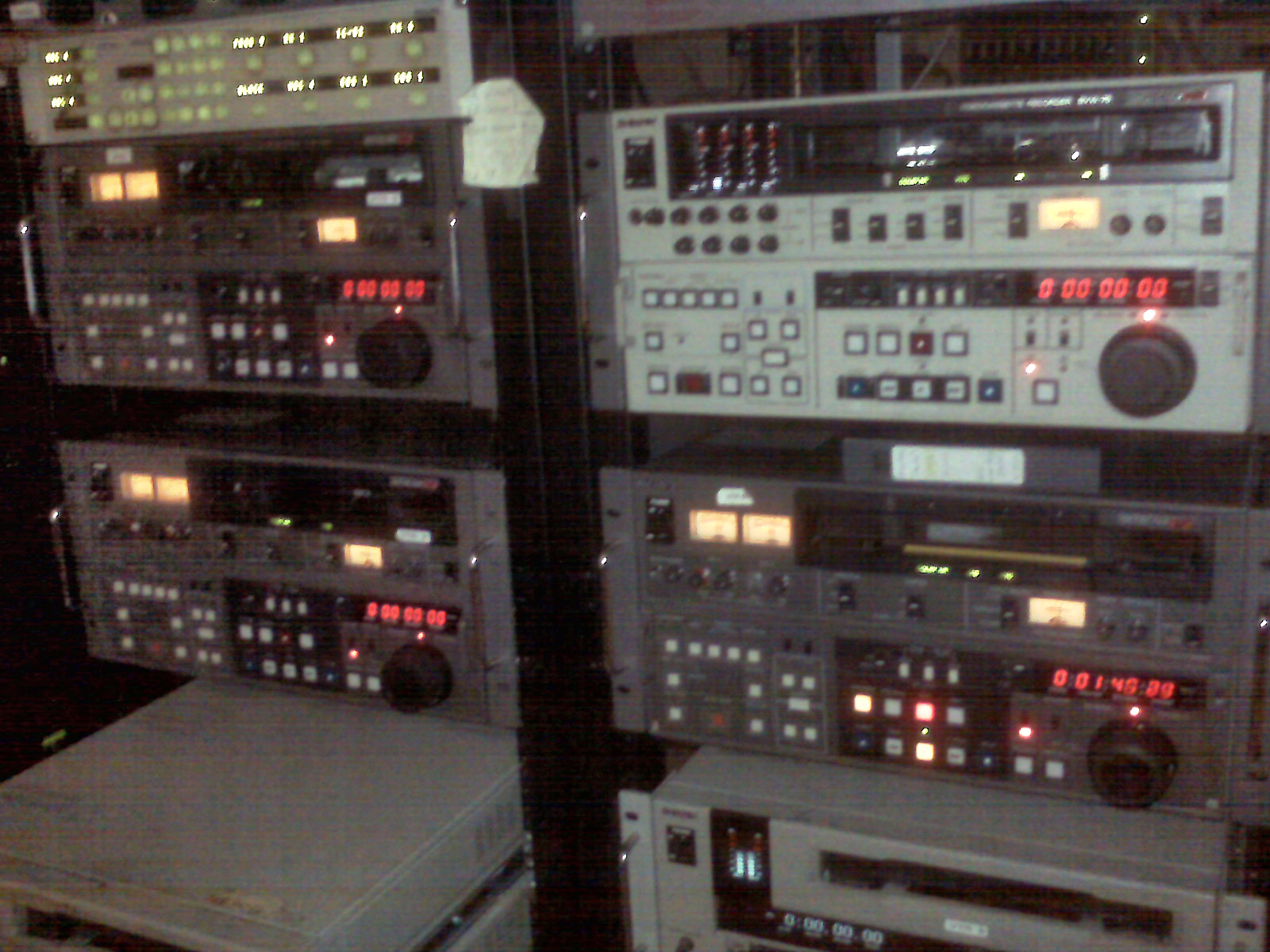
19인치 랙에 장착된 3개의 VTR

#### 타사 지원
베타캠 및 베타캠 SP 테이프 카세트 셸은 제조업체에 따라 색상이 달랐다. 많은 회사들이 베타캠 테이프를 판매했는데, 때로는 자체 제조한 것도 있었고, 때로는 재브랜드된 것도 있었다. 후지, 맥셀, 암펙스/콴테기, 바스프/EMTEC, 3M 등이 주요 브랜드였다.
암펙스, 톰슨 SA, BTS는 1980년대와 1990년대에 걸쳐 다양한 시기에 소니 VTR 및 캠코더의 OEM 버전을 판매했다. 명판을 제외하고는 이 모델들은 소니 모델과 동일했다. 내부 부품에는 여전히 소니 이름이 붙어 있었다.

### Digital Betacam
디지털 베타캠(일반적으로 디지베타, D-베타, DBC 또는 단순히 디지라고 불림)은 1993년 6월 10일 몽트뢰에서 열린 제18차 국제 텔레비전 심포지엄에서 소개되었다. 이는 베타캠과 베타캠 SP를 대체하면서도, 최초의 100% 비압축 D1 포맷보다 훨씬 저렴하여, 실제로는 실용적이고 경제적인 이유로 계속 공존했다. S 테이프는 최대 40분 재생 시간을 제공하며, L 테이프는 최대 124분 재생 시간을 제공한다.
디지털 베타캠 포맷은 NTSC (720×486) 또는 PAL (720×576) 해상도에서 2.34:1 DCT-압축 디지털 컴포넌트 비디오 신호를 10비트 YUV 4:2:2 샘플링으로 초당 90메가비트의 비트레이드로 녹화하며, 압축되지 않은 4개의 48kHz/20비트 PCM 인코딩 디지털 오디오 채널을 제공한다. 큐잉을 위한 다섯 번째 아날로그 오디오 트랙과 선형 타임코드 트랙도 테이프에 사용된다. 이는 방송 텔레비전 용도로 널리 사용되는 디지털 비디오 카세트 포맷이었다. 직경 81mm의 헤드 드럼을 사용하며, NTSC 비디오의 경우 5400 RPM으로 회전한다. 드럼의 비디오 헤드는 24마이크로미터 너비의 헬리컬 트랙을 읽는다. 오디오도 헬리컬 트랙에 녹화된다. 디지털 베타캠에서 사용되는 압축 알고리즘은 독점적이다.
채택을 도운 또 다른 핵심 요소는 소니가 디지털 베타캠 데크에 SDI 동축 디지털 연결을 구현한 것이었다. 시설들은 값비싼 재설치 없이도 기존 동축 배선을 사용하여 디지털 신호를 사용하기 시작할 수 있었다.

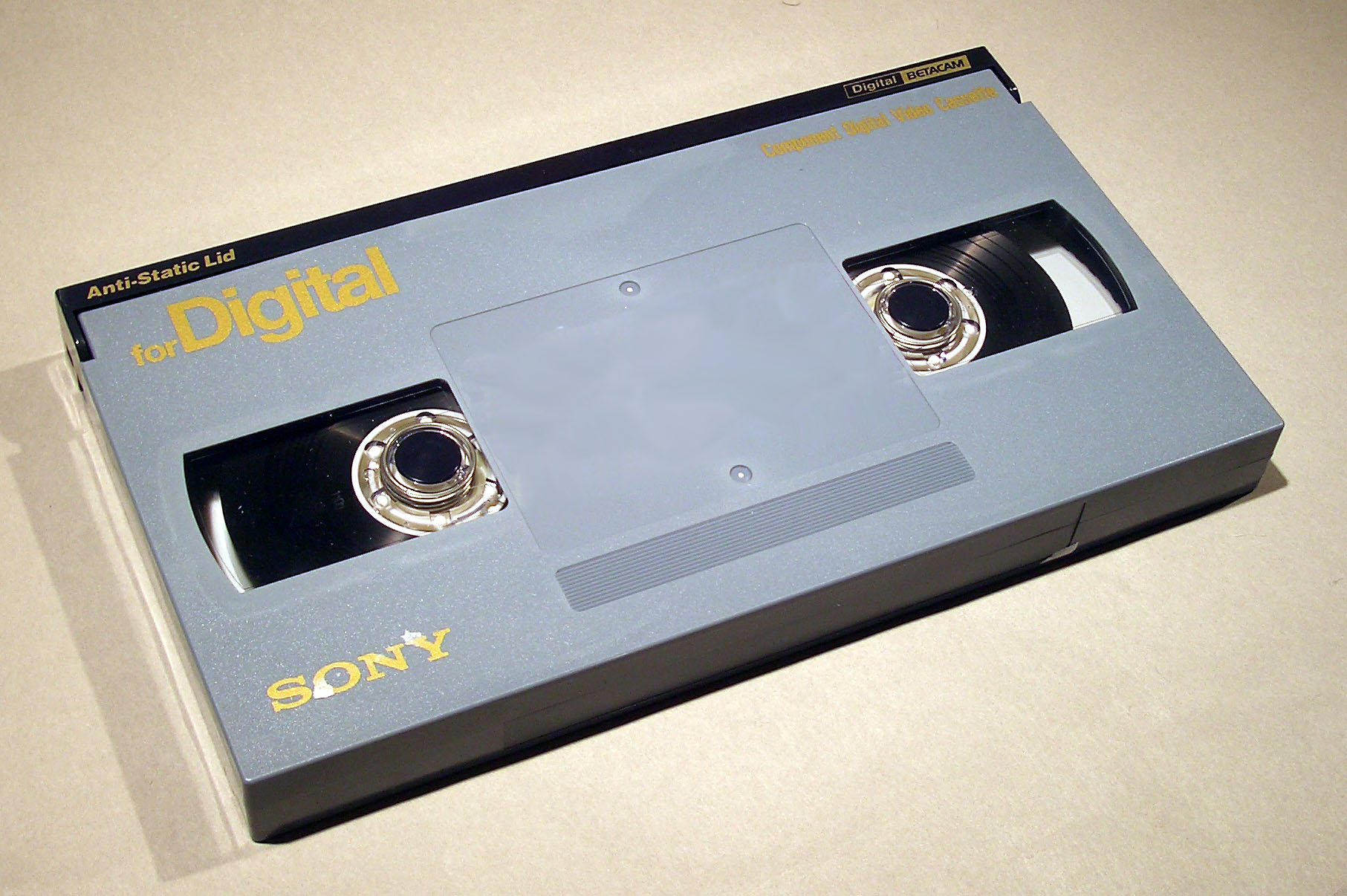
디지털 베타캠 L 카세트 전면
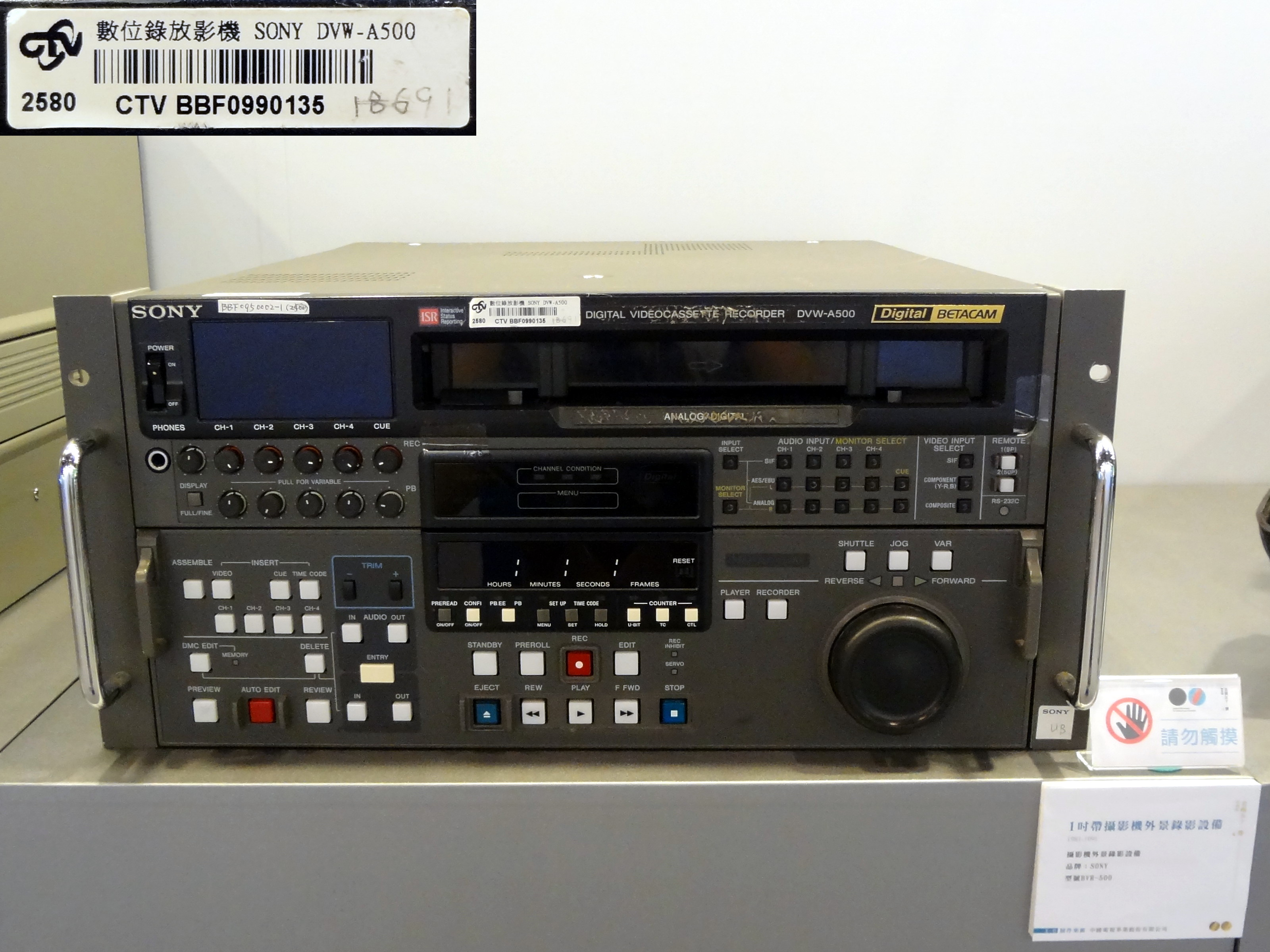
전시된 차이나 TV의 소니 DVW-A500 편집 디지털 베타캠 VTR
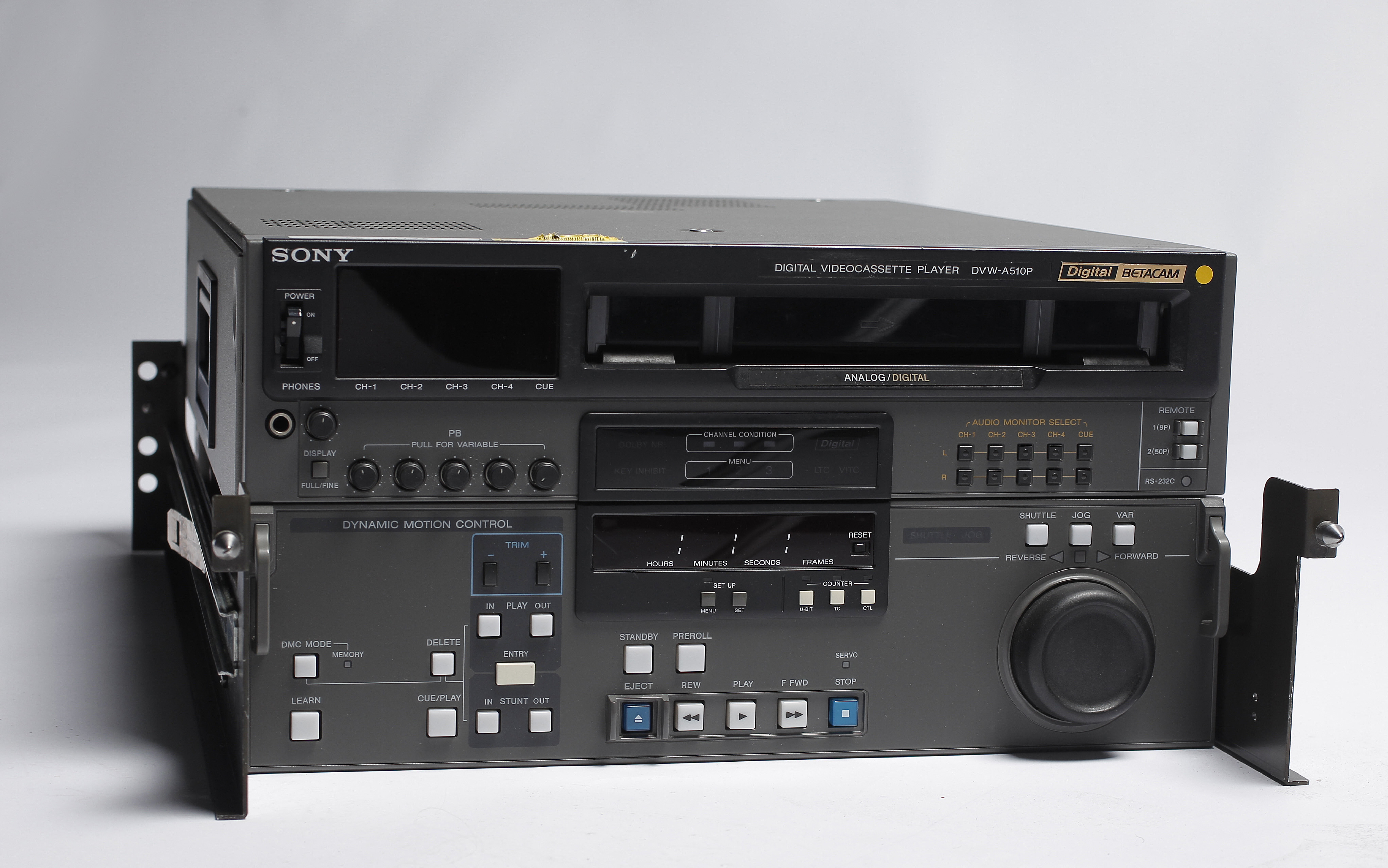
DR의 소니 DVW-A510P 재생 디지털 베타캠 VTR
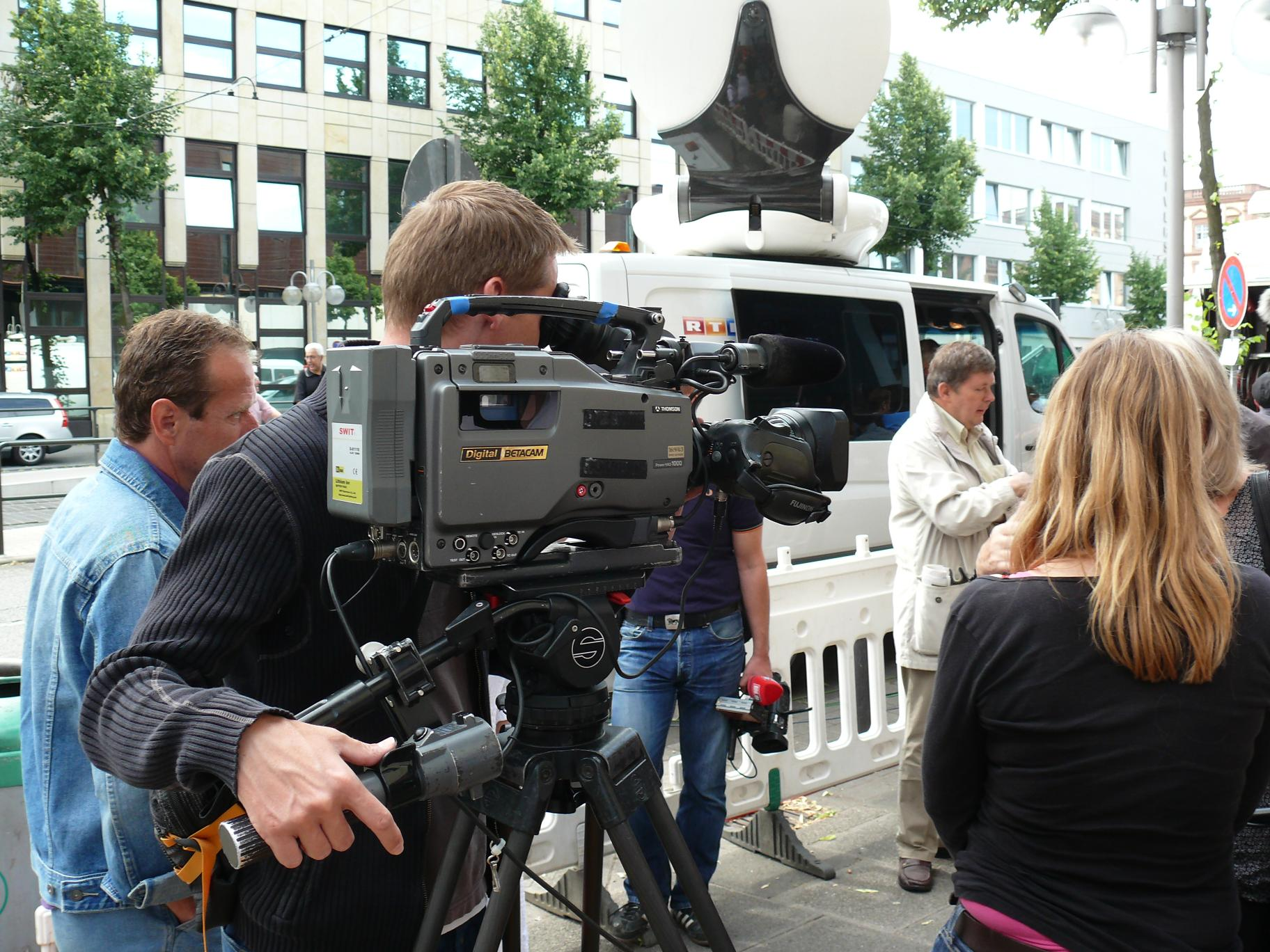
외부에서 사용되는 디지베타 캠코더

### Betacam SX
베타캠 SX는 1996년에 도입된 베타캠 SP의 디지털 버전으로, 디지털 베타캠의 저렴한 대안으로 자리매김했다. 이는 MPEG-2 4:2:2 프로필@ML 압축을 사용하여 비디오를 저장하며, 4채널의 48kHz 16비트 PCM 오디오를 함께 저장한다. 모든 베타캠 SX 장비는 베타캠 SP 테이프와 호환된다. S 테이프는 최대 62분, L 테이프는 최대 194분 녹화 시간을 가진다.
베타캠 SX 시스템은 베타캠 및 베타캠 SP 테이프 유산을 가지고 있던 뉴스 수집 작업에서 매우 성공적이었다. DNW-A75 또는 DNW-A50과 같은 일부 베타캠 SX 데크는 아날로그 및 디지털 재생 헤드를 모두 포함하고 있기 때문에 아날로그 테이프를 기본적으로 재생하고 상호 교환하여 작업할 수 있다.
베타캠 SX는 CCIR 601을 준수하는 MPEG-2 4:2:2P@ML 압축을 사용한다. 이는 4:1:1 또는 4:2:0 크로마 서브샘플링을 사용하는 다른 유사 시스템과 비교된다. 이는 더 나은 크로마 해상도를 제공하며, 크로마 키와 같은 특정 후반 작업 프로세스를 허용한다.
이 포맷은 비디오 신호를 약 180 Mbit/s에서 18 Mbit/s로만 압축한다. 이는 약 10:1의 압축률을 의미하며, 이는 부드러운 시간적 압축을 사용하여 달성되는데, 여기서 대체 프레임은 MPEG I-프레임과 B-프레임으로 저장되어 테이프에 IBIB 시퀀스를 생성한다. 낮은 비트 전송률로 인해 이 포맷은 어떤 표준화 기구에서도 표준화되지 않았다.
베타캠 SX와 함께 소니는 하이브리드 레코더 세대를 선보였다. 이 레코더는 동일한 데크에서 테이프 및 디스크 녹화를 모두 허용하며, 한 장비에서 다른 장비로 고속 더빙할 수 있다. 이는 텔레비전 스튜디오 응용 분야에서 비디오 녹화 헤드의 마모를 줄이고, 온라인 편집 속도를 높이기 위함이었다.
베타캠 SX는 또한 좋은 샷 마크 (캠코더에서 편집 과정에서 활용될 수 있도록 정성적 결정을 내리는 방법) 기능을 제공하여 테이프의 빠른 스캔을 위해 각 장면을 표시하고, 각 카세트에 녹화된 마크를 보고, 작업자에게 마커를 보여줄 수 있다.
카메라 자체는 대부분의 사운드 녹음 기사에 의해 작동 시 상당히 시끄럽다고 간주된다. 이는 아마도 컴퓨터 처리 능력과 그로 인한 열 발생으로 인해 카메라를 적절한 온도로 유지하기 위해 냉각 팬이 사용되기 때문일 수 있다.
베타캠 SX 테이프 셸은 밝은 노란색이지만, SX 녹화물은 아날로그 베타캠 SP 카세트에도 녹화될 수 있다. 물론, SX 녹화물이 담긴 베타캠 SP 테이프를 베타캠 SP 플레이어에 삽입하면 그림이나 소리가 나타나지 않는다.
헬리컬 스캔 헤드 드럼의 직경은 81mm이다. 드럼의 비디오 헤드가 읽는 비디오 트랙은 32마이크론 너비이다. 드럼은 NTSC 비디오의 경우 5400 RPM으로 회전한다. 비디오 헤드는 15.25도 아지무스를 가진다.
2008년 이후 베타캠 SX 장비 생산은 중단되었지만, 이 형식은 캐나다의 CTV, 애틀랜타의 WSB-TV, 샌디에이고의 KFMB-TV, 그리고 샌프란시스코 베이 지역에 있는 NBC의 KNTV (미국의 방송사)와 KSTS를 포함한 많은 뉴스 수집 작업에서 여전히 사용되고 있다. 많은 뉴스 아카이브에는 여전히 SX 테이프가 보관되어 있다. 2011년 8월, 무아마르 알 카다피의 트리폴리 지하 스튜디오에서 베타캠 SX 테이프가 발견되었다. CNN 기자 사라 시드너는 CNN이 여전히 동일한 종류의 테이프를 사용하고 있다고 생방송으로 언급했다.

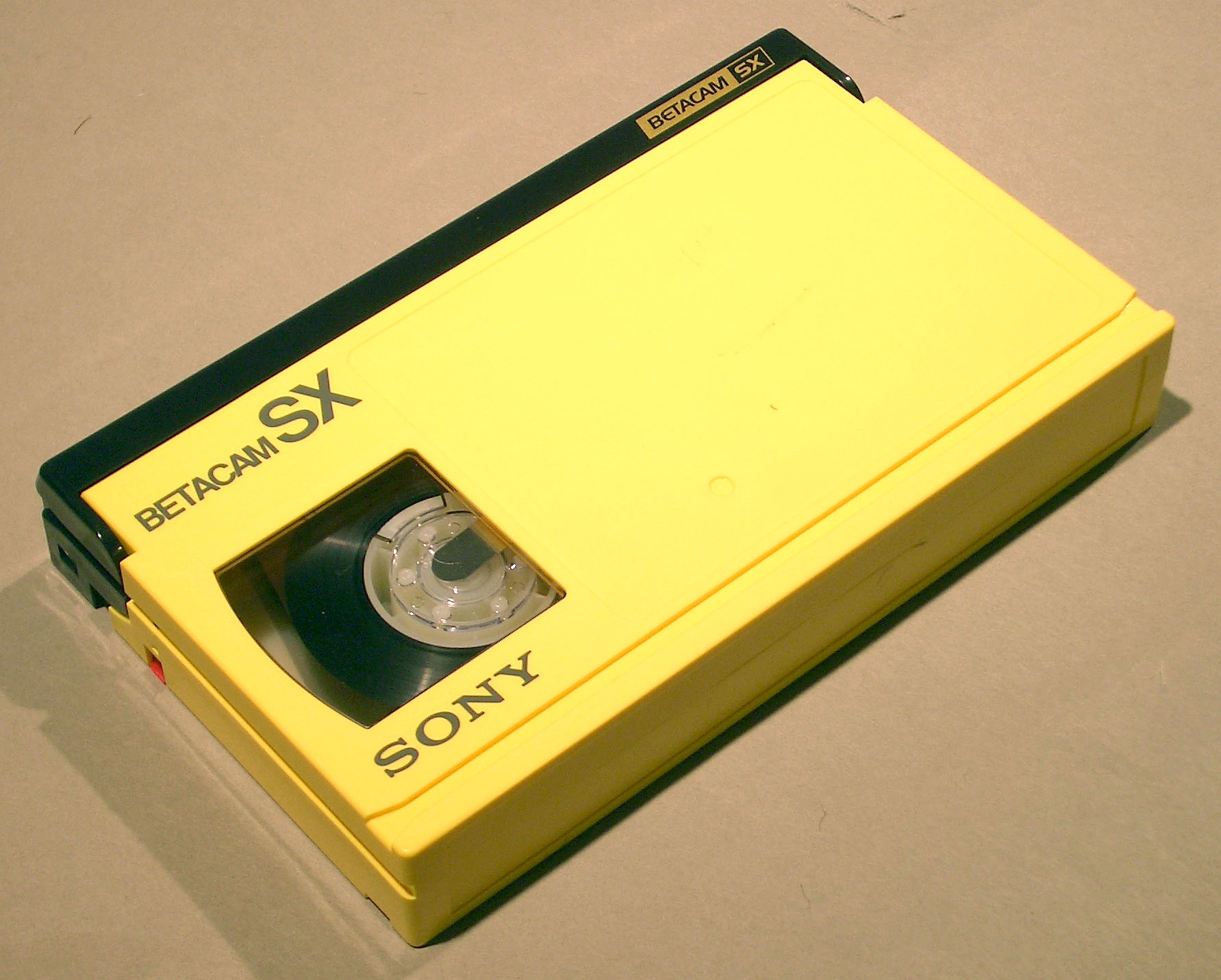
작은 베타캠 SX 카세트 전면

### MPEG IMX

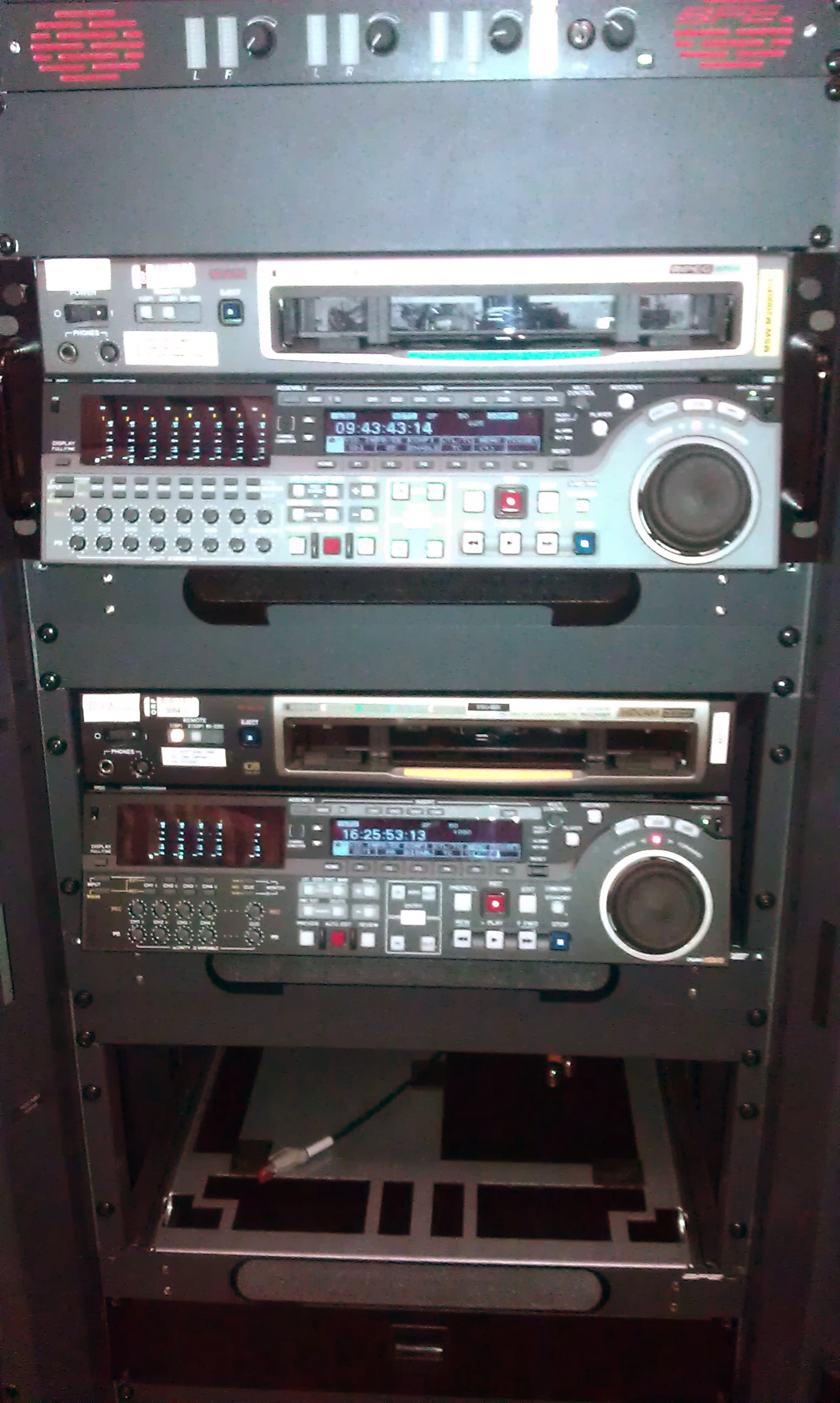
MPEG IMX 데크 (상단) 및 HDCAM 데크 (하단)

MPEG IMX는 D-10으로도 알려져 있으며, 2000년에 개발된 디지털 베타캠 포맷의 진화형이다. 디지털 영상 압축은 베타캠 SX보다 높은 비트레이드에서 H.262/MPEG-2 파트 2 인코딩을 사용한다: 30 Mbit/s (6:1 압축), 40 Mbit/s (4:1 압축) 또는 50 Mbit/s (3.3:1 압축). 대부분의 다른 MPEG-2 구현과 달리, IMX는 인트라프레임 압축을 사용한다. 또한, IMX는 각 프레임이 비디오 테이프에 녹화하기 쉽도록 바이트 단위로 동일한 크기를 가지도록 보장한다. IMX 포맷으로 녹화된 비디오는 CCIR 601 사양을 준수하며, 8채널의 오디오와 타임코드 트랙을 포함한다. 디지털 베타캠처럼 아날로그 오디오(큐) 트랙은 없지만, 재생 시 7번 채널로 읽는다. 이 포맷은 SMPTE 365M 및 SMPTE 356M에서 "MPEG D10 스트리밍"으로 표준화되었다.
IMX VTR과 함께 소니는 SDTI 및 e-VTR을 포함한 몇 가지 새로운 기술을 도입했다. SDTI는 단일 동축 케이블을 통해 오디오, 비디오, 타임코드 및 원격 제어 기능을 전송할 수 있게 하며, e-VTR 기술은 VTR 자체의 이더넷 인터페이스를 통해 동일한 데이터를 IP로 전송할 수 있도록 확장한다.
모든 IMX VTR은 베타캠 SX 테이프를 기본적으로 재생할 수 있으며, MSW-M2000P/1과 같은 일부 모델은 디지털 베타캠 카세트뿐만 아니라 아날로그 베타캠 및 베타캠 SP 카세트도 재생할 수 있지만, 자체 IMX 카세트에만 녹화할 수 있다. S 테이프는 최대 60분 용량을, L 테이프는 최대 184분 용량을 제공한다. 이 값은 525/60 데크 기준이며, 625/50에서는 확장된다. 184분 테이프는 라벨에 명시된 대로 220분 동안 녹화된다.
IMX 장비는 베타캠 SX와 동일한 좋은 샷 마크 기능을 제공한다.
MPEG IMX 카세트는 차분한 녹색을 띤다.
이 포맷은 직경 80mm의 헬리컬 스캔 헤드 드럼을 사용한다. 드럼의 비디오 헤드가 읽는 비디오 트랙은 폭 22마이크론이다. 비디오 헤드는 15.25도 방위각을 가진다. 4:2:2 크로마 서브샘플링이 사용되며, 드럼은 NTSC 비디오의 경우 5400 RPM으로 회전한다. MPEG 포맷 사용으로 인해 비디오는 8비트 샘플(8비트 컬러)로 녹화된다.
2003년에 공개된 XDCAM 포맷은 프로페셔널 디스크에 MXF 컨테이너로 MPEG IMX 비디오를 녹화할 수 있다.

### HDCAM/HDCAM SR
1997년에 출시된 HDCAM은 베타캠 폼 팩터로 제공되는 최초의 HD 포맷으로, 8비트 DCT 압축 3:1:1 녹화를 사용하며, 1080i 호환 다운샘플링 해상도인 1440×1080을 사용하고, 이후 모델에는 24p 및 23.976 PsF 모드를 추가했다. HDCAM 코덱은 비정방형 픽셀을 사용하므로 녹화된 1440×1080 콘텐츠는 재생 시 1920×1080으로 업샘플링된다. 녹화된 비디오 비트 전송률은 144 Mbit/s이다. 4채널의 AES/EBU 20비트/48kHz 디지털 오디오가 있다.
소니의 영화 타겟 제품군인 시네알타 제품 중 일부에 사용되었다(최신 시네알타 장치는 플래시 메모리 저장 장치를 사용한다).
2003년에 출시된 HDCAM SR은 입자 밀도가 높은 테이프를 사용하여 440 Mbit/s의 비트 전송률로 10비트 4:2:2 또는 4:4:4 RGB로 녹화할 수 있다. "SR"은 "Superior Resolution"의 약자이다. (HDCAM보다) 증가된 비트 전송률은 HDCAM SR이 HD-SDI 신호의 전체 대역폭(1920×1080)을 훨씬 더 많이 포착할 수 있도록 한다. 일부 HDCAM SR VTR은 880 Mbit/s의 더 높은 비트 전송률을 가진 2배 모드를 사용할 수도 있어, 더 낮은 압축으로 4:4:4 RGB 스트림을 허용한다. HDCAM SR은 압축에 새로운 MPEG-4 파트 2 스튜디오 프로필을 사용하며, 오디오 채널 수를 48kHz/24비트에서 12개로 확장한다.
HDCAM SR은 HDTV 텔레비전 제작에 일반적으로 사용되었다.
일부 HDCAM VTR은 이전 베타캠 변형을 재생한다. 예를 들어, 소니 SRW-5500 HDCAM SR 레코더는 HDCAM 및 HDCAM SR 테이프를 재생하고 녹화하며, 선택 사양인 하드웨어를 사용하면 디지털 베타캠 테이프를 재생하고 HD 포맷으로 업컨버트할 수도 있다. 테이프 길이는 디지털 베타캠과 동일하며, S형은 최대 40분, L형은 최대 124분이다. 24p 모드에서는 재생 시간이 각각 50분, 155분으로 증가한다.
소니 브랜드 HDCAM 카세트는 주황색 뚜껑이 달린 검정색이며, HDCAM SR 카세트는 청록색 뚜껑이 달린 검정색이다.
440 Mbit/s 모드는 SQ로, 880 Mbit/s 모드는 HQ로 알려져 있으며, 이 모드는 최근 스튜디오 모델(예: SRW-5800)뿐만 아니라 이전에 휴대용 모델에서도 사용할 수 있게 되었다.

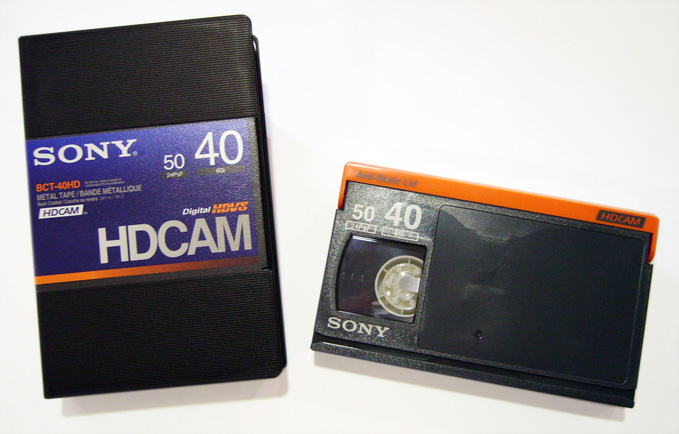
HDCAM 소형 카세트
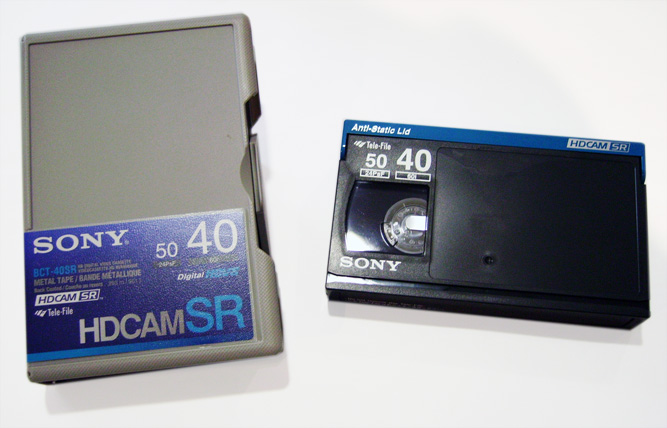
HDCAM SR 소형 카세트
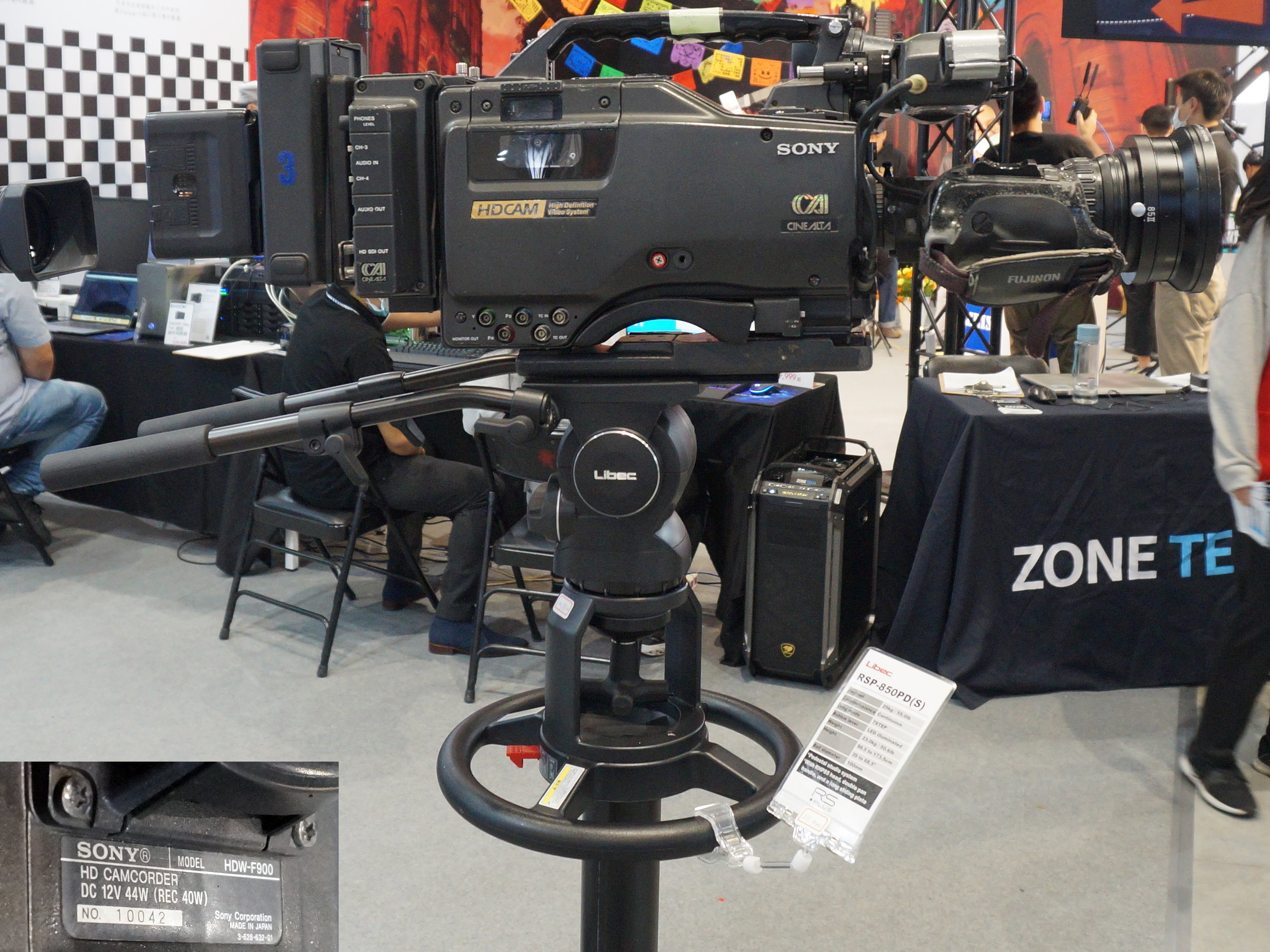
ETTV의 소니 HDW-F900 시네알타 HDCAM 캠코더 (쇼메이 산업 부스, 2020년 11월 1일)

## 내용주
1. ↑  마쓰시타/파나소닉은 또한 VHS 스타일 테이프 카세트를 사용하는 전문가용 ½인치 아날로그 컴포넌트 비디오테이프 포맷인 "M-포맷"을 선보였다. 그러나 소니의 베타캠 시스템이 빠르게 산업 표준이 된 반면, M-포맷은 시장에서 실패했다. M-II라는 후속 포맷(SP가 소니의 베타캠 향상 버전이었던 것처럼, 파나소닉의 M-포맷 향상 버전)은 크게 개선되었다. 한동안 미국 NBC TV와 허바드의 코너스 커뮤니케이션에서 내부 표준으로 사용되었지만, 시장에서는 큰 진전을 이루지 못했다. 기술적으로 M-II가 어떤 면에서는 베타캠 SP보다 개선된 점이 있었지만, 베타캠 SP는 기존의 (매우 큰) 베타캠 인프라와의 높은 호환성이라는 압도적인 이점을 가지고 있었다.[독자연구?]

## 같이 보기
- Ward, Peter (2001). 《Basic Betacam Camerawork》. Focal Press. ISBN 0-240-51604-4.